# Segundo festival de Mortadelo y Filemón
Segundo festival de Mortadelo y Filemón es una película animada española de 1970 basada en las historietas de Mortadelo y Filemón y protagonizada por estos personajes. La película consiste en realidad en la unión de ocho cortometrajes que se realizaron en los Estudios Vara. Otros ocho cortometrajes realizados por la misma época se reunieron en el anterior Festival de Mortadelo y Filemón. Los cortos no se presentan en el orden de realización y, de hecho, hay cortos del primer Festival posteriores a varios de los que aparecen en esta película. Cada corto tiene una duración aproximada de 6 minutos.

## Producción
La animación la realizó Rafael Vara en la empresa Dacor, fundada tras la buena acogida de los dos primeros cortos realizados. El primero de los cortos fue Mortadelo y Filemón, agencia de información, realizado en 1965, que se incluye en esta película. Los cortos se crearon con el objetivo de ser presentados a la televisión, pero ésta exigía un número de episodios que los estudios, con los medios limitados de que disponían, no eran capaces de alcanzar, por lo que se decidió unir los cortos en dos largometrajes.

## Argumento

### Mortadelo y Filemón, agencia de información
Estrenada en 1966.
En un estudio de animación (imagen real) el reporter Tribulete pide unos cambios a sus animadores y presenta a varios personajes de Bruguera. Abruptamente se presenta una aventura de Mortadelo y Filemón, quienes deben recuperar los planos de un arma secreta de un famoso científico que han sido robados por su mayordomo. Mortadelo y Filemón capturan al mayordomo y lo torturan para que confiese donde están los planos, primero mediante cosquillas, luego usando un método basado en el cuento Los músicos de Bremen y finalmente con música horrible. El mayordomo confiesa que los planos están en el castillo de Villa Risueña. Para iluminarse en el castillo, Mortadelo prende lo primero que encuentra...que resultan ser los planos. Al final del corto los animadores salen del estudio, pero antes uno de ellos pinta la palabra "Fin".
Notas: Primer corto que se realizó. Premio Platero de Plata de 1966

### El jarrón de Hong Kong
Estrenada en 1969
Mortadelo y Filemón viajan a Hong Kong para custodiar un valiosísimo jarrón de la dinastía Fumaya valorado en trescientos millones. El bandido Kimono-Kim les roba el jarrón, pero Mortadelo y Filemón consiguen recuperarlo, destrozándolo y pegándolo varias veces en el proceso. Al llegar al museo ven otro jarrón expuesto y, creyendo que es un error, lo tiran para colocar el suyo. En realidad, todo había sido una maniobra de despiste del director del museo, que había recibido el auténtico por correo certificado. El director, al ver el destrozo, persigue a Mortadelo y Filemón lanzándoles puñales.
Nota: Cameo de Doña Urraca

### Contra el Pisón
Estrenada en 1970.
Mortadelo y Filemón intentan capturar al bandido "el Pisón", por el que ofrecen 10.000 rupias de recompensa. Al final es un labriego el que logra capturarlo, mientras Mortadelo y Filemón acaban en el hospital.

### Montan en avión
Estrenada en 1970.
Mortadelo gana un avión en un concurso de radio, por lo que invita a Filemón a probarlo. Tras varios intentos infructuosos por hacerlo volar, finalmente lo consiguen, pero tras tanto golpe, el avión se parte en dos. Mortadelo y Filemón, usando un paracaídas, consiguen posarse en una isla con una diana pintada. La isla resulta estar usándose como blanco para pruebas nucleares, por lo que cae una bomba que les mata.

### Más de un ladrón
Estrenada en 1970.
Filemón ve a su ayudante reduciendo a un gigantón con el uso del karate por lo que le confía unos valiosísimos planos. Enseguida se los roban, ya que el gigantón era en realidad un muñeco con el que Mortadelo se divierte de vez en cuando. Mortadelo atrapa al bandido por casualidad al darle una patada a un árbol donde éste estaba escondido. Mortadelo recomienda poner los planos en una caja fuerte "con truco". El truco es que la caja fuerte da a la calle y cuando Filemón se mete cae al suelo, lo que aprovecha otro maleante para robar los planos. Consiguen atraparlo con una bomba (que también le explota a Filemón) pero un tercer bandido aprovecha la confusión para volver a robar los planos. Tras varios intentos, Mortadelo le intenta lanzar una bomba, pero se la echa en la boca a Filemón quien se la traga y, al salir volando por la explosión, cae encima del delincuente.

### Fugado de la prisión
Estrenado en 1970.
Mortadelo y Filemón están en la ruina más absoluta y se enteran de que dan una recompensa de 33.000 durazos por atratapar a Jimmy "el Patoso", quien se ha fugado de la prisión por su afición a cazar patos. Mortadelo y Filemón le encuentran en la Laguna de los Patos y se disfrazan de toro para despistar pero un toro auténtico les cornea y acaban cayendo sobre el maleante por casualidad. Tras descontar la multa por cazar en sitio prohibidísimo a Mortadelo y Filemón les llega con la recompensa para comprar un pastel. Mortadelo estornuda sobre el pastel, lo que hace que Filemón, enfadado, se lo lance, dándole accidentalmente a un obrero que le propina a Filemón un ladrillazo en la boca. Al ir a sacar el ladrillo golpean a un gendarme, por lo que tienen que huir al Polo.

### Engaño a Filemón
Estrenado en 1969.
Mortadelo aparentemente se ha vuelto loco y, al igual que Don Quijote, se cree un caballero andante. El Dr. Cillo aconseja a Filemón que le siga la corriente. Filemón se hace pasar pues por escudero y van al campo donde tienen varios problemas con los labriegos. De vuelta, Filemón descubre que el doctor y Mortadelo son primos y que todo ha sido un engaño por lo que les persigue hasta el Polo Norte.

### Genio o no, es la cuestión
Estrenado en 1970.
Filemón encarga a Mortadelo comprar una lámpara, en la cual encuentra un genio al que pide como deseo convertirse en emperador romano. Como emperador Mortadelo tiene que luchar contra los bárbaros, mientras Filemón, transmutado en trovador canta sus andanzas. Tras recibir numerosos golpes, Mortadelo vence al bárbaro disfrazándose de muelle justo cuando éste le va a golpear, lo que provoca que se golpee a sí mismo. Mortadelo despierta y descubre que todo ha sido un sueño, por lo que tira la lámpara en la que resulta haber un genio después de todo quien, enfadado, les convierte en sapos.

## Orden de publicación
Para el cine y la televisión los cortos contaban con el siguiente orden:
- 1-Contra el Pisón
- 2-El Jarrón de Hong Kong
- 3-Fugado de la Prisión
- 4-Engañando a Filemón
- 5-Genio o no, es la cuestión
- 6-Más de un ladrón
- 7-Montan en avión
- 8-Agencia de Información

Para ediciones VHS y DVD fueron salteados, e incluso llegaron suprimir el crédito final del primer corto que mostraba el reconocimiento en el festival de Gijón. 
Un dato curiosos es que el piloto "Agencia de Información" que fue el primero de la serie.
Pero éste fue visto al final del Segundo Festival. En ediciones anteriores se colocó en primer lugar.